# Liste des maires de Lisieux
La liste des maires de Lisieux présente la liste des maires de la commune française de Lisieux, située dans le département du Calvados en région Normandie.

## L'Hôtel de ville

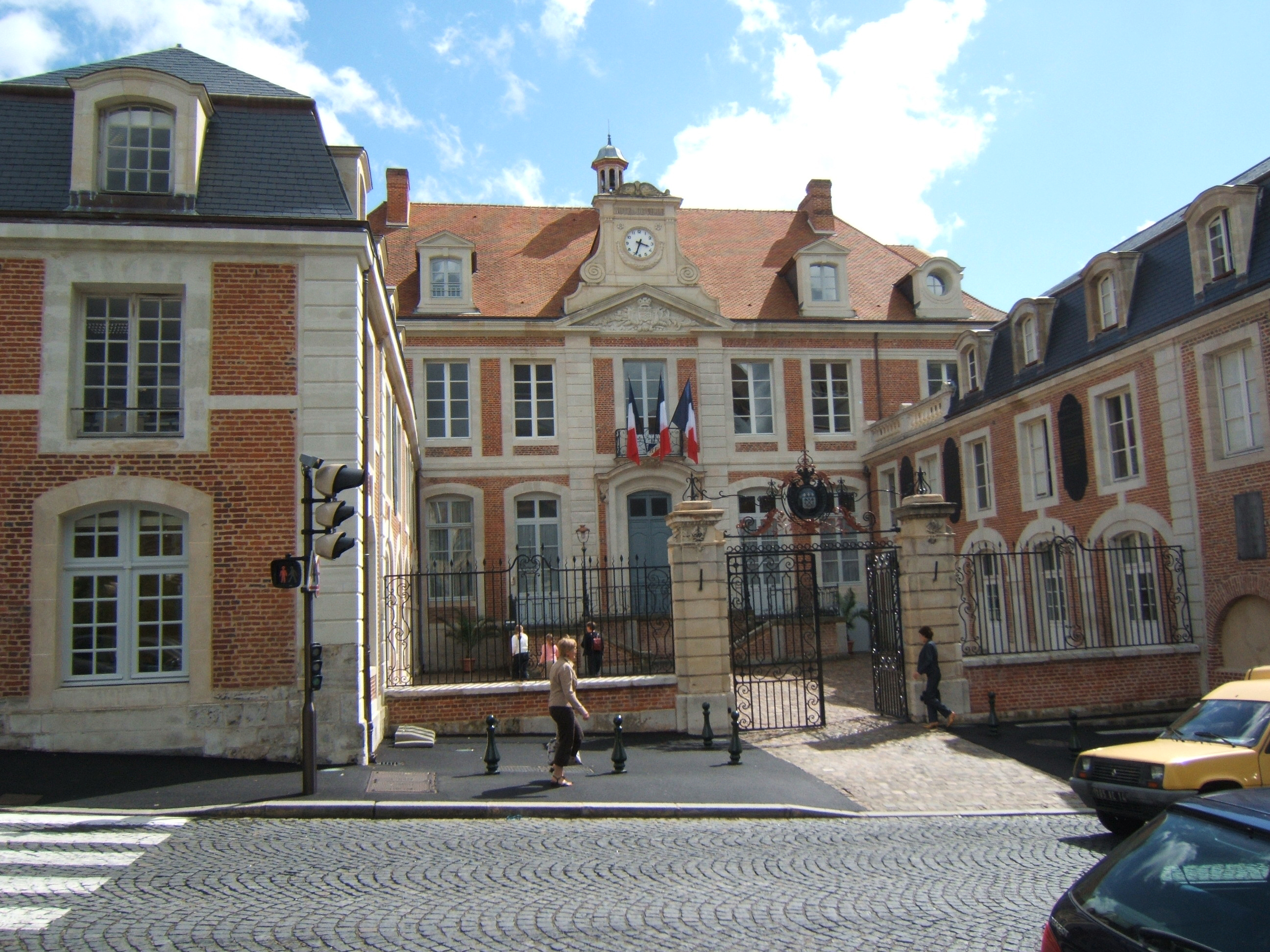
L'hôtel de ville de Lisieux.

## Liste des maires

### Entre 1790 et 1945
| Période           | Période           | Identité                                  | Étiquette               | Qualité |
| ----------------- | ----------------- | ----------------------------------------- | ----------------------- | --- |
| 19 février 1790   |                   | François Leroy                            | Royaliste               | Sieur de Beau Lieu Avocat au Parlement de Paris Député du Calvados (1791 → 1792) |
| 13 novembre 1791  |                   | Thomas Gannel                             |                         | |
| 26 novembre 1792  |                   | Michel Bloche                             |                         | |
| 17 octobre 1793   |                   | Louis-Jean-René Prieur                    |                         | |
| 24 février 1794   |                   | Jean Coessin                              |                         | |
| 5 avril 1795      |                   | Michel Bloche                             |                         | |
| 26 décembre 1795  |                   | Jean-Baptiste Vergé                       |                         | |
| 5 mars 1796       |                   | Pierre Lerebours                          |                         | |
| 13 septembre 1797 |                   | Guillaume-François Ricquier               |                         | |
| 12 octobre 1797   | 18 mars 1808      | Jean-Jacques Nasse                        |                         | |
| 18 mars 1808      | 10 avril 1813     | Louis Thillaye du Boullay                 |                         | Sieur du Boulay, écuyer Avocat, propriétaire terrien Conseiller général du Calvados |
| 10 avril 1813     | 31 janvier 1816   | Jean-Jacques Nasse                        |                         | |
| 31 janvier 1816   | 28 janvier 1832   | Joseph-François de Bellemare              | Monarchiste             | Pair de France (1835 → 1848) Député du Calvados (1824 → 1831) Conseiller général du Calvados Conseiller d'arrondissement (1833 → 1839)                                                                    |
| 28 janvier 1832   | 11 mars 1842      | Pierre Leroy-Beaulieu                     | Droite                  | Avocat, propriétaire Sous-préfet de Saumur puis préfet du Lot Député du Calvados (1849 → 1857) Conseiller général de Lisieux-1 (1833 → 1842) Chevalier de la Légion d'honneur                             |
| 11 mars 1842      | 12 septembre 1847 | Adrien-Benjamin de Formeville (1773-1860) |                         | Marchand de toile Conseiller général de Lisieux-2 (1843 → 1848) Conseiller d'arrondissement (1833 → 1843)                                                                                                 |
| 12 septembre 1847 | 2 mars 1848       | Jean-Lambert Fournet (1790-1871)          |                         | Industriel (filature de lin) Conseiller général de Lisieux-2 (1861 → 1871) |
| 3 juillet 1848    | 1853              | Victor Godefroy (1799-1861)               | Républicain modéré      | Négociant en textile puis industriel en teinturerie Juge au tribunal de commerce de Lisieux |
| 1853              | 1871              | François Fauque (1803-1877)               |                         | Avoué Conseiller général de Lisieux-2 (1852 → 1861) |
| 1871              | 1875              | Jules Prat                                |                         | |
| 1875              | 1878              | Léopold Fauque                            |                         | |
| 1878              | 1881              | Louis-Charles Michel (1823-1909)          |                         | Avoué |
| 1881              | août 1894         | Théodule Peulevey (1828-1905)             | Républicain             | Manufacturier Conseiller général de Lisieux-2 (1892 → 1901) Démissionnaire |
| décembre 1894     | 8 mai 1908        | Henry Chéron                              | Républicain puis Modéré | Avocat à Caen Sous-secrétaire d'État Député du Calvados (1906 → 1913) Conseiller général de Lisieux-2 (1901 → 1936) Décédé en fonction                                                                    |
| 8 mai 1908        | 8 décembre 1908   | Joseph Guillonneau                        |                         | Négociant en mercerie et bonneterie en gros Décédé en fonction |
| 17 janvier 1909   | 27 mai 1932       | Arthur Lesigne (1857-1932)                | RG                      | Médecin Conseiller d'arrondissement (1919 → ?) Décédé en fonction |
| 23 juin 1932      | 14 avril 1936     | Henry Chéron                              | Républicain puis Modéré | Avocat à Caen Sous-secrétaire d'État, ministre Sénateur du Calvados (1913 → 1936) Conseiller général de Lisieux-2 (1901 → 1936) Président du conseil général du Calvados (1911 → 1936) Décédé en fonction |
| 29 mai 1936       | 6 février 1945    | Albert Degrenne                           |                         | Médecin |

### Depuis 1945
Depuis l'après-guerre, sept maires se sont succédé à la tête de la commune.
| Période        | Période        | Identité                        | Étiquette                     | Qualité |
| -------------- | -------------- | ------------------------------- | ----------------------------- | --- |
| 6 février 1945 | 18 mai 1945    | Casimir Hue (1866-1951)         | Rad.                          | Directeur d'école honoraire Premier adjoint au maire (1936 → 1941) |
| 18 mai 1945    | 6 mai 1953     | André Carles                    | MRP                           | Docteur en droit, avocat et bâtonnier du barreau de Lisieux Conseiller de la République du Calvados (1946 → 1948) Chevalier de la Légion d'honneur et des Palmes académiques |
| 6 mai 1953     | 31 mars 1977   | Robert Bisson                   | RPF puis RS puis UDR puis RPR | Pharmacien Député du Calvados (2e circ.) (1958 → 1981) Conseiller général de Lisieux-2 (1949 → 1981) Président du conseil général du Calvados (1970 → 1979) Officier de la Légion d'honneur, chevalier des Palmes académiques et du Mérite agricole |
| 31 mars 1977   | 24 mars 1989   | André-Eugène Baugé, (1921-2016) | RPR                           | Pharmacien Adjoint au maire (1967 → 1977) Conseiller régional de Basse-Normandie (1986 → 1992) Chevalier de la Légion d'honneur, officier des Palmes académiques |
| 24 mars 1989   | 25 mars 2001   | Yvette Roudy                    | PS                            | Traductrice, journaliste Ministre sous les gouvernements Mauroy et Fabius (1981 → 1986) Députée européenne (1979 → 1981) Députée du Calvados (1986 → 1993 et 1997 → 2002) Officière de la Légion d'honneur, commandeure de l'Ordre national du Mérite |
| 25 mars 2001   | 5 juillet 2020 | Bernard Aubril,                 | UMP puis DVD                  | Directeur d'école retraité Conseiller général de Lisieux-1 (1992 → 2015) Vice-président du conseil général du Calvados (2004 → 2015) Conseiller départemental de Lisieux (2015 → 2021) 1er vice-président de la CA Lisieux Normandie (2017 → 2020) Président de la CC Lisieux Pays d'Auge (2003 → 2020) Président de Lintercom Lisieux - Pays d'Auge - Normandie Chevalier de la Légion d'honneur, et de l'Ordre national du Mérite |
| 5 juillet 2020 | En cours       | Sébastien Leclerc               | LR                            | Gérant de société Député du Calvados (3e circ.) (2017 → 2020) Conseiller général puis départemental de Livarot (2004 → 2021) Conseiller départemental de Lisieux (2021 → ) 1er vice-président de la CA Lisieux Normandie (2020 → ) Ancien maire de Livarot puis de Livarot-Pays-d'Auge |

## Conseil municipal actuel
Les 35 sièges composant le conseil municipal ont été pourvus le 28 juin 2020 à l'issue du second tour de scrutin. Actuellement, il est réparti comme suit : 